# Европейская конфедерация шашек
Европейская конфедерация шашек (англ. European Draughts Confederation, EDC) — международная организация, объединяющая национальные организации шашек 24 государств Европы; занимается популяризацией международных шашек и организацией различных международных соревнований, в том числе турниров за звание чемпиона Европы.
Основана в 1998 году в столице Эстонии Таллине национальными организациями шашек 12 стран Европы.

## Президенты
Первым президентом Европейской федерации шашек стал Яцек Павлицкий из Польши, где до конца 2007 года располагалась штаб-квартира организации. После его отставки временно обязанности президента исполняла Рима Данилевичене из Литвы.
После того, как в 2007 году президентом Европейской федерации шашек был избран Янек Мягги из Эстонии, штаб-квартира организации переместилась в Таллин, где она располагалась в Доме шахмат им. Пауля Кереса.
В 2017 году президентом Европейской федерации шашек стала Ингрида Друктенайте и штаб-квартира организации переместилась в Вильнюс.
В 2019 году президентом Европейской федерации шашек стал итальянец Карло Бондини, штаб-квартира Европейская конфедерация шашек на четыре года перемещается в Рим.

## Прошедшие турниры

### 2013
Чемпионат Европы по блицу, Будапешт, 23.03.2013
Командный Чемпионат Европы, Таллин, 03.-08.04.2013
Молодёжный Чемпионат Европы, Млава, 1.-7.8.2013
EC for invalid, deaf/hearing impaired and blind/visually impaired, Kluczbork, 25.-30.08.2013
Чемпионат Европы по быстрым шашкам, Бовец, 31.08.-01.09.2013
Чемпионат Европы среди ветеранов, Texel, 4.-9.11.2013
Чемпионат Европы среди студентов & Youth up to 26, Texel, 4.-9.11.2013

### 2012
Кубок конфедерации, Sepolno Krajenske, 9.-16.05.2012
1-й Чемпионат Европы по быстрым шашкам, Таллин, 23.-24.07.2012
Чемпионат Европы по блицу, Стокгольм, 27.-28.07.2012
Молодёжный Чемпионат Европы, Днепродзержинск, 01.-07.08.2012
EC for blind people, deaf/hard of hearing, speaking disability and invalids, Трускавец, 23.-31.08.2012
Чемпионат Европы среди ветеранов, Вильнюс, 02.-09.09.2012
Чемпионат Европы среди мужчин и женщин, Эммен, 16.-22.09.2012
Чемпионат Европы среди студентов, Chestokova, 20.-27.10.2012
World Championship Challenge, Korbach, Nov, 23-30.11.2012

### 2011
Молодёжный Чемпионат Европы, Таллин, 01-07.08.2011
Чемпионат Европы по блицу, Таллин, 09-10.08.2011
Чемпионат Европы среди ветеранов, Рига, 18-25.09.2011
Кубок конфедерации, Албена 3.-11.10.2011
Чемпионат Европы среди студентов Students& Youth U25 Championship, Вильнюс 3.-10.11.2011

### 2010
Чемпионат Европы по блицу, Вильнюс, 20-21.03.2010
Командный Чемпионат Европы, Таллин, 25-30.03.2010
Молодёжный Чемпионат Европы, Минск Мазовецкий1-7.08.2010
Чемпионат Европы, Закопане,  25-31.08.2010
Чемпионат Европы среди студентов Students& Youth U25 Championship, Sunny Beach 23-30.09.2010
Чемпионат Европы среди ветеранов, Берлин 10-16.10.2010
Кубок конфедерации, Рига, 1-7.11.2010

### 2009
Кубок конфедерации, Primorsko 24-30.09.2009
Чемпионат Европы среди ветеранов, Kapelle 7-12.09.2009
Чемпионат Европы по блицу, Стокгольм, 29-30.08.2009
Чемпионат Европы среди студентов, Минск Мазовецкий11-18.08.2009
Молодёжный Чемпионат Европы, Hijken 1-7.08.2009

### 2008
Чемпионат Европы среди ветеранов, Zalaegerszeg 31.10.-7.11.2008
Чемпионат Европы среди студентов, Варшава, 14-20.09.2008
Чемпионат Европы по блицу, Варна, 12-13.09.2008
Чемпионат Европы, Таллин, 19-28.08.2008
Чемпионат Европы среди женщин, Таллин, 19-28.08.2008
Молодёжный Чемпионат Европы, Щецин, 1-7.08.2008
Кубок конфедерации, Павловск, 14-20.03.2008

### 2007
Чемпионат Европы среди ветеранов, Авиньон, 27.10.-2.11.2007
Кубок конфедерации, Aix les Bains 4-9.11.2007
Молодёжный Чемпионат Европы, Санкт-Петербург, 1-7.08.2007
Чемпионат Европы по блицу, Канн, 16-17.02.2007

### 2006
Чемпионат Европы среди ветеранов, Liberec 13-18.11.2006
Чемпионат Европы, Бовец 2-10.09.2006
Чемпионат Европы среди женщин, Бовец 2-10.09.2006
Молодёжный Чемпионат Европы, Таллин 1-7.08.2006
Кубок конфедерации, Cannes 13-19.02.2006

### 2005
Чемпионат Европы среди ветеранов, Zoutelande 28.11.-04.12.2005
Молодёжный Чемпионат Европы, Kluczbork 1-7.08.2005
Чемпионат Европы по блицу, Прага, 26-27.05.2005
Кубок конфедерации, Cannes 19-25.02.2005

### 2004
Чемпионат Европы Women, Млава 20-27.09.2004
Чемпионат Европы среди ветеранов, Havlickov Brod 19-25.09.2004
Молодёжный Чемпионат Европы, Kluczbork 1-7.08.2004
Кубок конфедерации, Таллин, 25-29.06.2004
Champions Cup, Varazze 13-16.05.2004

### 2003
Чемпионат Европы среди ветеранов, Амстердам, 12-19.10.2003
Молодёжный Чемпионат Европы, Минск, 1-7.08.2003
Кубок конфедерации, Barlinek 6-11.06.2003

### 2002
Чемпионат Европы, Домбург 4-22.11.2002
Чемпионат Европы среди женщин, Вильнюс, 16-22.09.2002
Молодёжный Чемпионат Европы, Санкт-Петербург, 1-7.08.2002
Кубок конфедерации, Salou 20-25.05.2002

### 2001
Champions Cup, Уфа 20-23.09.2001
Молодёжный Чемпионат Европы, Tuchola 1-7.08.2001
Кубок конфедерации, Санкт-Петербург, 3-8.06.2001
Чемпионат Европы среди ветеранов, Mlawa 26-31.05.2001

### 2000
Чемпионат Европы среди женщин, Запорожье, 19-25.09.2000
Geove RZG Europa Cup (Champions Cup), Velp 16-19.08.2000
Молодёжный Чемпионат Европы, Триест, 1-7.08.2000
Кубок конфедерации, Gniezno 2-6.06.2000

### 1999
Geove Europa Cup (Champions Cup), Velp 18-21.08.1999
Молодёжный Чемпионат Европы, Ludow Polski 26-31.07.1999
Кубок конфедерации, Вильнюс, 9-12.07.1999